# Giełda Papierów Wartościowych w Kirgistanie
Giełda Papierów Wartościowych w Kirgistanie (kirg. Кыргыз Фондулук Биржасы; ros. Киргизская фондовая биржа; ang. Kyrgyz Stock Exchange – KSE) – giełda papierów wartościowych w Kirgistanie; zlokalizowana w stolicy kraju – Biszkeku. Powstała w 1994 roku.